# Главкув мост
Главкув (Главков) мост (чеш. Hlávkův most) — мост в столице Чехии городе Праге через реку Влтава.
Назван в честь чешского архитектора, строителя и мецената Йозефа Главки.
Одним из создателей моста был Франтишек Менцл.
Расположен между мостом Штефаника и железнодорожным виадуком Негрелли. Фактически, состоит из 2-х мостов, которые соединяют железнодорожный вокзал Праги с районами Бубенеч и Голешовице с Карлиным. Является единственным мостом, соединяющим остров Штванице на Влтаве с остальным городом. Главков мост служит местом перемещения трамвайного, автомобильного транспорта и пешеходов.
Сооружён в 1908 году изначально, как временный деревянный мост, который удерживался на двух бетонных арках. В 1910—1911 — заменен на металлический мост. Главкув мост строили в два этапа, в первом был построен железнодорожный мост с Карлина на остров Штванице, а во втором этапе был достроен бетонный мост из Голешовиц на остров Штванице. Помимо всего этого, Главков мост соединяет остров Штванице с обоими берегами.
Размеры моста оказались малы, поэтому через некоторое время к нему подвесили мостик из бетона, который значительно расширил существующую конструкцию. В 1958—1962 годах была вновь проведена реконструкция Главкува моста, в ходе которой южная часть моста из металла была полностью заменена железобетонными конструкциями. Так же расширили и покрытие моста.
Ныне состоит из 7 арок. Над Влтавой — три арки, из которых — два пролёта с размахом по 36 м, со средней длиной 19 м, ширина моста 16,80 м. На острове Штванице — четыре арки с пролётом 17,85 м.
Южную сторону украшают горельефные изображения работы скульпторов Ладислава Кофранки и Богумила Кафки, а северную — две скульптуры работы «Труд и Гуманность» Яна Штурсы. С момента своего создания, в отличие от остальных мостов Праги, никогда не был переименован.